# 기타기시마정
기타기시마정(北木島町)은 일본 오카야마현 오다군에 설치되었던 정이다. 현재의 가사오카시의 일부에 해당한다.